# Benthall (Shropshire)
Benthall – wieś w Anglii, w hrabstwie Shropshire. Leży 21 km na południowy wschód od miasta Shrewsbury i 204 km na północny zachód od Londynu.